# レビッビア駅
レビッビア駅(Rebibbia)はローマ地下鉄のB線の駅の一つで路線の北端にある。
駅はティブルティーナ街道(via Tiburtina)沿いのローマ北東の周辺地域にある。
レビッビア区には同名の刑務所が駅の近くにある。その刑務所はレジーナ・コエリと共にローマで重要な刑務所となっている。

## 施設
- 障害者を運ぶ人員
- 乗替え用駐車場300台以上